# AaB 89ers 2019
Questa voce raccoglie le informazioni riguardanti gli AaB 89ers nelle competizioni ufficiali della stagione 2019.

## Prima squadra

### Roster
| Roster degli AaB 89ers (2019) |
| --- |
| Quarterback - 8 Alexander Kronborg Bjerre - 12 Kasper Jørgensen Running Back - 6 Breon Allen - 9 Magnus Krogh Jensen - 23 Andreas Brandsen - 31 Jakob Trochmann Wide Receiver - 3 Michael Mortensen - 11 Thomas Zinck Thellufsen - 17 Jacob Fokdal - 21 Mads Hedegaard Christiansen - 88 Jens Ole Kaae Jensen - 89 Jacob Callesen Tight End - 61 Kasper Kaufmann Offensive Linemen - 53 Frederik Kollerup Jensen - 55 Magnus Stonor Lyngsø - 57 Alexander Hakonson - 61 Aaron David Bronstein - 72 Fabian Hiemstra Christoffersen - 77 Stephen Marshall Defensive Linemen - 13 Patrick Thomsen - 18 Jeppe Christensen - 41 Tróndur Arge - 50 Marcus Boesen - 58 Edi Durakovic - 67 Nikolaj Ulf Steffensen - 87 Theis Rosing - 99 Tobias Borregaard Linebacker - 1 Jens Eg Nørgaard - 7 Thomas Ringgaard Petersen - 10 Nikolaj Pedersen - 36 Daniel Moradi - 44 Simon Mousing - 45 Christian Højbjerg Bundgaard - 52 Niels Christensen Defensive Back - 2 Casper Bloch S - 5 Lasse Grønborg Christensen CB - 15 August Philip Brandi S - 24 Jonas Hornuff CB - 25 Jonas Nedergaard Hansen CB - 26 Mads Andersen CB - 27 Kasper Poulsen CB - 32 Admir Murguz S Special Team Coaching staff Jakob Zinck Thellufsen (HC) · Martin Møller (OC/QB) · Alberto Huerta (WR) · Mads Bonde (RB) · Frederik Brik (OL) · Jeppe Myrtue Okholm (DC/LB) · Pete Baum (DB) · Daniel Dalle Thiiborg (DL) |

### Nationalligaen 2019

#### Stagione regolare
| Vejle 7 aprile 2019, ore 16:00 2ª giornata | Triangle Razorbacks | 46 – 42 (20-6 13-14 6-22 7-0) referto | AaB 89ers | Vejle Atletikstadion |

| Aalborg 22 aprile 2019, ore 14:00 4ª giornata | AaB 89ers | 26 – 12 (0-0 14-0 6-0 6-12) referto | Aarhus Tigers | AaB´s anlæg |

| Nærum 4 maggio 2019, ore 14:00 6ª giornata | Søllerød Gold Diggers | 72 – 56 referto | AaB 89ers | Rundforbi Stadion |

| Aalborg 11 maggio 2019, ore 14:00 7ª giornata | AaB 89ers | 22 – 46 referto | Søllerød Gold Diggers | AaB's anlæg |

| Odense 2 giugno 2019, ore 14:00 10ª giornata | Odense Badgers | 20 – 60 referto | AaB 89ers | Bolbroparken |

| Frederikssund 9 giugno 2019, ore 14:00 11ª giornata | Frederikssund Oaks | 0 – 50 (a tavolino) referto | AaB 89ers | Ådalens Skole |

| Aalborg 15 giugno 2019, ore 14:00 12ª giornata | AaB 89ers | 36 – 52 referto | Copenhagen Towers | AaB's anlæg |

| Aalborg 18 agosto 2019, ore 14:00 16ª giornata | AaB 89ers | 36 – 0 referto | Odense Badgers | AaB's anlæg |

| Aalborg 24 agosto 2019, ore 14:00 17ª giornata | AaB 89ers | 62 – 58 referto | Triangle Razorbacks | AaB's anlæg |

| Viby J 1º settembre 2019, ore 14:00 18ª giornata | Aarhus Tigers | 48 – 38 referto | AaB 89ers | Bøgeskov Idrætsanlæg |

#### Playoff
| Aalborg 14 settembre 2019, ore 14:00 Wild Card | AaB 89ers | 60 – 34 referto | Aarhus Tigers | AaB´s anlæg |

| Gentofte 21 settembre 2019, ore 14:00 Semifinale | Copenhagen Towers | 52 – 20 referto | AaB 89ers | Gentofte Sportspark |

### Statistiche di squadra
| Competizione      | %Vittorie | In casa | In casa | In casa | In casa | In casa | In casa | In trasferta | In trasferta | In trasferta | In trasferta | In trasferta | In trasferta | Totale | Totale | Totale | Totale | Totale | Totale |
| Competizione      | %Vittorie | G       | V       | N       | P       | Pf      | Ps      | G            | V            | N            | P            | Pf           | Ps           | G      | V      | N      | P      | Pf     | Ps     |
| ----------------- | --------- | ------- | ------- | ------- | ------- | ------- | ------- | ------------ | ------------ | ------------ | ------------ | ------------ | ------------ | ------ | ------ | ------ | ------ | ------ | ------ |
| Stagione regolare | .500      | 5       | 3       | 0       | 2       | 182     | 168     | 5            | 2            | 0            | 3            | 246          | 186          | 10     | 5      | 0      | 5      | 428    | 354    |
| Playoff           | .500      | 1       | 1       | 0       | 0       | 60      | 34      | 1            | 0            | 0            | 1            | 20           | 52           | 2      | 1      | 0      | 1      | 80     | 86     |
| Totale            | .500      | 6       | 4       | 0       | 2       | 242     | 202     | 6            | 2            | 0            | 4            | 266          | 238          | 12     | 6      | 0      | 6      | 122    | 440    |

## Seconda squadra

### Danmarksserien 2019

#### Prima fase
| Holstebro 13 aprile 2019, ore 13:30 2ª giornata | Holstebro Dragons /AaB 89ers II | 0 – 32 referto | Randers Rednex | Idrætscenter Vest |

| Svendborg 27 aprile 2019, ore 14:00 5ª giornata | Svendborg Admirals | 42 – 20 referto | Holstebro Dragons/ AaB 89ers II | Admirals Field |

| Horsens 11 maggio 2019, ore 14:00 7ª giornata | Horsens Stallions | 42 – 32 referto | Holstebro Dragons/ AaB 89ers II | Dagnæs Stadion |

| Holstebro 18 maggio 2019, ore 16:00 8ª giornata | Holstebro Dragons /AaB 89ers II | 32 – 12 referto | Middelfart Stingers/ Kolding Guardians | Idrætscenter Vest |

| Holstebro 2 giugno 2019, ore 14:00 11ª giornata | Holstebro Dragons /AaB 89ers II | 6 – 56 referto | Herning Hawks | Idrætscenter Vest |

| Viby J 16 giugno 2019, ore 14:00 13ª giornata | Aarhus Tigers II | 28 – 0 referto | Holstebro Dragons/ AaB 89ers II | Bøgeskov Idrætsanlæg |

| Vejle 22 giugno 2019, ore 10:00 14ª giornata | Triangle Razorbacks II | 34 – 14 referto | Holstebro Dragons/ AaB 89ers II | Vejle Atletikstadion |

#### Seconda fase
| Svendborg 25 agosto 2019, ore 14:00 Turno 3 | Svendborg Admirals | 52 – 0 referto | AaB 89ers II | Admirals Field |

| Aalborg 8 settembre 2019, ore 14:00 Turno 4 | AaB 89ers II | 50 – 0 (a tavolino) referto | Middelfart Stingers/ Kolding Guardians | AaB's anlæg |

| Aalborg 22 settembre 2019, ore 14:00 Turno 6 | AaB 89ers II | 50 – 0 (a tavolino) referto | Triangle Razorbacks II | AaB's anlæg |

| Holstebro 28 settembre 2019, ore 14:00 Turno 7 | Holstebro Dragons | 20 – 18 referto | AaB 89ers II | Idrætscenter Vest |

### Statistiche di squadra
| Competizione | %Vittorie | In casa | In casa | In casa | In casa | In casa | In casa | In trasferta | In trasferta | In trasferta | In trasferta | In trasferta | In trasferta | Totale | Totale | Totale | Totale | Totale | Totale |
| Competizione | %Vittorie | G       | V       | N       | P       | Pf      | Ps      | G            | V            | N            | P            | Pf           | Ps           | G      | V      | N      | P      | Pf     | Ps     |
| ------------ | --------- | ------- | ------- | ------- | ------- | ------- | ------- | ------------ | ------------ | ------------ | ------------ | ------------ | ------------ | ------ | ------ | ------ | ------ | ------ | ------ |
| Prima fase   | .143      | 3       | 1       | 0       | 2       | 38      | 100     | 4            | 0            | 0            | 4            | 66           | 146          | 7      | 1      | 0      | 6      | 104    | 246    |
| Seconda fase | .500      | 2       | 2       | 0       | 0       | 100     | 0       | 2            | 0            | 0            | 2            | 18           | 72           | 4      | 2      | 0      | 2      | 118    | 72     |
| Totale       | .273      | 5       | 3       | 0       | 2       | 138     | 100     | 6            | 0            | 0            | 6            | 84           | 218          | 11     | 3      | 0      | 8      | 222    | 318    |